# Микровесы
Микровесы иначе нановесы, атомные весы (англ. microbalance или англ. nanobalance) — термин, используемый для обозначения:
1. большой группы аналитических приборов, точность измерения массы которыми составляет от единиц до сотых долей мкг;
2. специальных инструментов высокой точности, позволяющих проводить измерения массы объектов вплоть до 0,1 нг (нановесы).

## Описание
Одно из первых упоминаний о микровесах относится к 1910 году, когда Уильям Рамзай сообщил о разработанных им весах, позволявших определять вес тел объёмом 0,1 мм3 с точностью до 10-9 грамм (1 нг). В настоящее время термин «микровесы» чаще используют для обозначения приборов, позволяющих производить измерения и фиксировать изменения массы в микрограммовом диапазоне (10-6 грамм). Микровесы вошли в практику современных исследовательских и промышленных лабораторий и производятся в различных вариантах, с различной чувствительностью и соответствующей стоимостью.
Одновременно продолжает развиваться техника измерений и в нанограммовом диапазоне. Говоря об измерении массы на уровне долей нанограммов, что актуально для измерения массы атомов, молекул или кластеров, прежде всего имеют в виду масс-спектрометрию. При этом необходимо учитывать, что измерение массы с помощью данного метода подразумевает необходимость превращения объектов взвешивания в ионы, что иногда крайне нежелательно. В этом нет необходимости при использовании другого практически важного и достаточно широко используемого прибора для высокоточного измерения массы — кварцевых микровесов, механизм действия которых описан в соответствующей статье.